# Пост регулирования движения
Пост регулирования движения (ПРД) (от фр. poste — пункт, от лат. positus — поставленный), ранее в литературе для служебного пользования именовались пост регулирования или регулировочный пост — термин, имеющий в военном деле России следующие значения:
1. военнослужащий или группа военнослужащих (небольшое подразделение, формирование), соответствующим образом подготовленные и оснащённые средствами передвижения, связи, разведки[6], эвакуации и дорожного оборудования, выполняющие специальные задачи, назначаемые в системе дорожно-комендантской[7] (комендантской)[8] службы (ДКС (КС)) для регулирования движения войск (сил) в определённом месте, их колонн и машин, при передвижении по военно-автомобильным дорогам и колонным путям или автомобильным дорогам. Выставляется, в соответствии с планом ДКС (КС) комендантами маршрутов (участков маршрута) или районов, в местах вероятного снижения маршевых скоростей колонн или машин (опасные участки дорог, в том числе с односторонним движением, крутые и затяжные подъёмы и спуски, тоннели, путепроводы, мосты, переправы, железнодорожные переезды, перекрёстки, примыкания и тому подобное).
2. место и участок местности, на котором военнослужащий или группа военнослужащих (небольшое подразделение, формирование) ПРД, соответствующим образом подготовленные и оснащённые средствами передвижения, связи, разведки, эвакуации и дорожного оборудования, выполняет свои обязанности, то есть несёт дорожно-комендантскую (комендантскую) службу.

- англ. traffic control point, traffic control post, traffic patrol, transportation control point, transport movement control center.
- нем. Regulierungsposten, Verkehrsleitstelle, Verkehrsordner, Verkehrsposten.
- жаргонное название — дирижёр, худрук.

… . Посты регулирования, высланные вперед под прикрытием разведки, регулируют движение у перекрестков дорог, мостов, теснин, при выходах и входах в населенные пункты и на уравнительных рубежах.
852. При движении в горах (в узких местах и на перевалах) выставляются дополнительные посты, обеспеченные телефонной связью. При движении ночью посты регулирования должны быть усилены; опасные места маршрута (повороты, мосты, гати) провешиваются дополнительными маяками с фонарями и вдоль обочин обозначаются белыми полосками, на лесных участках — окраской стволов деревьев. Личный состав обязан знать установленные зрительные и звуковые сигналы.— Глава 19. Автоперевозки. Боевой устав пехоты Красной Армии / Под наблюдением генерал-майора Вечного П. П. Часть 1 (боец, отделение, взвод, рота). — М.: Воениздат НКО СССР, 1942. Часть 2 (батальон, полк). — М.: Воениздат НКО СССР, 1942.

## Виды
- неподвижный (мирное время) или подвижный (в особый период, военное время);
- начальный, промежуточные и конечный;
- на военно-автомобильных дорогах и колонных путях или автомобильных дорогах;
- фронтовые, армейские, корпусные, дивизионные, бригадные, полковые, батальонные, ротные.

… . Приблизительно по середине маршрута (на рубеже р. Уазы) были созданы промежуточные посты регулирования. Для обеспечения секретности перевозки комиссии регулирования посадки указывали колоннам маршрут лишь до промежуточных постов регулирования, которые давали дальнейшее направление движения. В пунктах высадок находились конечный пост регулирования, … .— Внезапное усиление фронта по «окарауливаемым» дорогам, «Автомобильные перевозки по опыту Западного фронта империалистической войны 1914 – 1918 годов.»,
  А.И. Милковский, — Москва М.: издание ВАММ, 1934 год. — 52 стр. / Военная академия механизации и моторизации РККА имени тов. Сталина // Тираж 1 500 экземпляров.

## Состав
- начальник поста регулирования движения (офицер, прапорщик или сержант);
- заместитель (помощник) начальник поста регулирования движения;
- один — три регулировщика (солдата);
- пост регулирования движения обеспечивается техническими средствами регулирования движения, дорожными знаками и указателями, знаками ограждения и другим имуществом, а также средствами связи (подвижными или стационарными) и передвижения (автомобиль и (или) мотоцикл)[11].

### Общие обязанности
Весь личный состав поста регулирования движения обязан обеспечить максимально быстрое, беспрепятственное и скрытое передвижение войск (сил) по маршрутам в зоне своей ответственности.

### Обязанности

#### Начальник поста регулирования движения
Начальник поста регулирования движения — подчиняется коменданту маршрута (участка маршрута) или района.
Он обязан:
- организовать работу ПРД в соответствии с руководящими документами;
- иметь карты или схемы с указанием направления военно-автомобильных дорог и колонных путей или автомобильных дорог, знать расположение медицинских и технических пунктов, а также узкие места военно-автомобильных дорог и колонных путей или автомобильных дорог в районе поста регулирования движения и предупреждать о них;
- находиться постоянно на посту регулирования движения, и контролировать пропуск колонн (машин) в строго указанном направлении;
- вести учёт времени и нумерации проходящих через ПРД колонн (машин);
- руководить деятельностью должностных лиц поста регулирования движения;
- организовывать охрану и оборону поста регулирования движения;
- проверять несение службы поста регулирования движения;
- организовывать взаимодействия с соседними постами регулирования движения;
- отказывающихся или грубо нарушающих правила движения лиц офицерского, сержантского, рядового состава и прапорщиков задерживать и немедленно докладывать своему начальнику.
- всех одиночных людей, отставших от своих колонн, задерживать и, по мере накапливания их, отправлять под командой старшего или помощника начальника поста регулирования движения на командный пункт коменданта участка;

#### Регулировщик
Подчиняется начальнику (заместителю начальника, помощнику) поста регулирования движения. Снять регулировщика с поста регулирования движения имеет право только начальник (заместитель начальника, помощник) ПРД.
Регулировщик обязан:
- обеспечить беспрепятственный проезд воинских колонн (машин), сигналы и распоряжения регулировщиков, устанавливающие порядок движения, являются обязательными для всех участников дорожного движения;
- находиться постоянно на указанном месте, пропускать колонны и отдельные машины строго в указанном начальником поста регулирования движения направлении маршрута;
- указывать направление движения четкой подачей установленных сигналов регулирования;
- следить за своевременным прохождением колоннами (машинами) пунктов регулирования движения в установленные сроки времени;
- требовать выполнения от начальников колонн и всего личного состава (водителей) правил дорожного движения и соблюдения световой маскировки и образцовой дисциплины марша, при нарушении водителями правил дорожного движения задержать одиночно следующие машины, записывать их номерной знак (бортовой номер), требуя от нарушителей назвать часть и фамилию, имя, отчество, воинское звание, должность и докладывать начальнику поста регулирования движения о нарушениях;
- докладывать начальнику (заместителю начальника, помощнику) ПРД о прохождении колонн (машин) и состоянии дисциплины марша передвигающихся войск и транспорта;
- не допускать остановок и скопления колон (машин) в районе ПРД.

В опасных для движения местах:
- не допускать обгона колонн (машин) и превышения скорости;
- следить за видимостью ограждений и предупреждающих дорожных знаков.

На подступах к участку пути, обстреливаемому противником:
- предупреждать об опасности дальнейшего движения по ВАД (колонным путям);
- не допускать задержки колонн (машин) на дороге, а также требовать соблюдения установленного порядка движения на этом участке.

На проходе через ядерно-минные (ЯМЗ) и другие заграждения и зараженную местность:
- предупреждать личный состав о наличии на пути движения заграждений, зараженных участков и о порядке движения по проходам;
- не допускать остановки колонн (машин) на проходах;
- следить за соблюдением водителями установленной скорости и дистанции движения;
- за наличием и видимостью дорожных знаков и указателей.

У железнодорожного переезда:
- с приближением поезда перекрывать движение на дороге за 5 метров от шлагбаума, но не ближе 10 метров от ближайшего рельса;
- не разрешать остановку колонн (машин) на протяжении 100 метров перед переездом и на переезде, в случае вынужденной остановки на переезде принимать меры к удалению машины с переезда, а если сделать это невозможно, подать сигнал наблюдателям на остановку поезда.

Сигналом остановки служит круговое движение руки:
- днём жезлом, флажком или хорошо различимым предметом;
- ночью электрифицированным жезлом, фонарем, факелом.

У тоннеля, путепровода, моста, переправы:
- следить за соблюдением установленной скорости движения и дистанций между колоннами (машинами);
- не допускать проезда по тоннелю, путепроводу, мосту, переправе колонн (машин), размер и масса которых превышают установленные для тоннеля, путепровода, моста, переправы грузоподъемность и габариты;
- запрещать остановку колонн (машин и пешеходов) в тоннеле, на путепроводе, мосту, переправе и непосредственно перед ним (ней);
- при повреждении тоннеля, путепровода, моста, переправы указать путь объезда.

В районе арсеналов, складов и баз:
- направлять колонны (машины) по установленному маршруту;
- не допускать скопления колонн (машин) на дороге в ожидании погрузки (выгрузки);
- обеспечить беспрепятственный выезд колонн (машин) из района арсеналов, складов или баз на маршруты следования.

Регулировщик имеет право:
- привлекать проходящие машины для эвакуации поврежденных и неисправных транспортных средств с проезжей части на обочину;
- делать отметки в путевых документах водителей, нарушивших правила дорожного движения, в случае невыполнения ими требований должностных лиц дорожно-комендантской службы, нарушения правил дорожного движения, управление машиной в нетрезвом состоянии, совершения водителем аварии, при отсутствии или неправильном оформлении путевых документов;
- при нарушении водителями правил дорожного движения задержать одиночно следующие машины, записать их номерной знак (бортовой номер), требуя от нарушителей назвать часть и фамилию, имя, отчество, воинское звание, должность и докладывать начальнику поста регулирования движения о нарушениях.

При задержании машины составляется акт установленного образца.
На посту РД регулировщик должен находится в установленной форме одежды: куртка с нарукавным знаком (повязкой) и брюки специального образца (регулировщика), специальное снаряжение (поясной и плечевой ремни, белые со светоотражающей полосой), краги, световые отражатели (грудь, спина), свисток, электрифицированный жезл (флажки (красный и желтый), а в ночное время фонарь с красным стеклом), личное оружие и средства индивидуальной защиты (стальной шлем, специальной окраски, броневой жилет и так далее). При себе иметь: укомплектованную полевую сумку с рабочими документами.

… . Чтобы лучше обеспечить движение колонны, весь маршрут разбивается на участки длиной в 20—30 км. На каждый участок назначается комендант и выделяются регулировщики, инженерные и химические силы и средства, необходимые для разведки, исправления и провешивания пути движения, согласно плану, утверждённому начальником штаба части (соединения). Комендант подчиняется командиру (отряда обеспечения движения, у автора приведено сокращение) ООД и отвечает за беспрепятственное продвижение колонны на его участке.

Комендант лично ведёт разведку маршрута и ставит задачи по устранению препятствий и провешиванию маршрута. Провешивание маршрута заключается в выставлении подвижных и неподвижных постов регулирования (главным образом на перекрестках и у больших переправ), в выделении проводников или колонновожатых, в расстановке указательных знаков (немое регулирование).
Все силы и средства ООД разбиваются обычно на три группы: первая — на первый участок, вторая — на второй участок, третья — резерв.

К началу движения колонны первый участок должен быть уже провешен.

После того как (тыловая походная застава, у автора приведено сокращение) ТПЗ колонны пройдет этот участок, посты на данном участке снимаются и вся группа выбрасывается вперёд на очередной участок или составляет резерв, если последний уже использован.

Посты регулирования движения обязаны: не допускать поперечного движения в момент прохождения своей колонны; принимать немедленные меры, к освобождению пути от случайных повозок и машин; устанавливать очередность прохождения машин; требовать соблюдения маршевой дисциплины и маскировки.— Обеспечение движения. Глава III. Боевое обеспечение действий танковых частей и соединений. Тактика танковых войск, Т.П. Кузнецов, — М.: Воениздат НКО СССР, 1940. — 288 с.
Знак и повязка регулировщиков Действующая Армия (ДА) 1941 год.
| Нарукавный знак регулировщиков ДА | Нарукавная повязка регулировщиков ДА |
| --------------------------------- | ------------------------------------ |
| н/з 1941                          | н/з 1941                             |

## Условный знак
Условный знак для обозначения ПРД на рабочих документах: круг, цвет тактического знака — по роду войск (сил). Возле знака или внутри него при необходимости могут наноситься дополнительные пояснительные надписи (время, состав (ПРД — пост регулирования движения, Р — регулировщик, К — комендантский пост, КПП — контрольно-пропускной пункт, КТП — контрольно-технический пункт и так далее), принадлежность (например: 278 одкбр — 278-я отдельная дорожно-комендантская бригада, 201 мсд — 201-я моторизованная стрелковая дивизия и так далее) и другие).

## Денежное довольствие
Размер оклада по нетиповой воинской должности «Начальник поста регулирования движения» денежного довольствия военнослужащих Федерального агентства специального строительства, проходящих военную службу по контракту в центральном аппарате Федерального агентства специального строительства составляет 13 000 рублей в месяц.